# وزارة الثقافة والإعلام والرياضة (المملكة المتحدة)
وزارة الشؤون الرقمية والثقافة والإعلام والرياضة (بالإنجليزية: Department for Digital, Culture, Media and Sport)‏ هي وزارة بريطانية مسؤولة عن الثقافة والرياضة في إنجلترا، وبناء الاقتصاد الرقمي وبعض جوانب وسائل الإعلام في جميع أنحاء المملكة المتحدة مثل البث والإنترنت.

## وصلات خارجية
- الموقع الرسمي